# Dimmer
Dimmers são dispositivos utilizados para variar a intensidade de uma corrente elétrica média em uma carga. Eles consistem de gradadores que, através da diminuição ou aumento da tensão valor eficaz e portanto um aumento da potência média de uma lâmpada, controlam a intensidade da luz produzida pela mesma.
Um dimmer tem como objetivo fazer com que aumente ou diminua a intensidade luminosa através de um potenciômetro, que auxilia nessa operação.

Circuito típico de um Dimmer

O dimmer também possui um interruptor para desligar totalmente a lâmpada e se deve ter o cuidado com o seu uso e manuseamento, o da lâmpada incandescente não pode ser utilizado para uma lâmpada dicróica ou o contrário.

A escolha de um dimmer

Na hora de escolher por determinado tipo de dimmer, se deve considerar algumas características como a tensão do circuito, se é 127v ou 220v; o tipo de lâmpada que o dimmer controlará (se é dicróica ou incandescente); a potência das lâmpadas e também a quantidade de módulos (se é 1 ou 2 módulos).
Um dimmer não deve ser instalado nesses casos:
- lâmpadas fluorescentes;
- lâmpadas dicroicas se essas tiverem transformadores eletrônicos que não sejam compatíveis;
- para controlar a velocidade de motores;
- para controlar o volume de caixa acústica;
- para controlar ventiladores de teto (alguns tipos de dimmer).

Os Dimmers são amplamente utilizados na industria eletroeletrônica, onde sua função é controlar a intensidade de corrente e consequentemente a potencia da carga que esta sob o seu controle. 
O componente eletronico principal de um Dimmer, ou seja, o responsável por este controle é o TRIAC que através da corrente aplicada no seu gate, permite-o controlar a corrente de saida para a carga.
A grande vantagem dos TRIACs sob os SCRs é que eles podem trabalhar em circuito VAC e VCC.
Os DIMMERs podem controlar cargas desde miliamperes (mA) até 500 Ampéres, conforme o TRIAC ou modulo tiristorizado aplicado no projeto.
Assim poderemos controlar Fornos Elétricos, Autoclaves, Estufas, Chocadeiras, Furadeiras, Marteletes, Serras, Motores de Corrente Continua ou Alternada, Velocidade de Carros Elétricos, Ventiladores, Eletrodomésticos, Lampadas(exceto fluorescentes), Bombas Hidraulicas quaisquer, e milhares de outros equipamentos, respeitando-se e analisando-se previamente se a carga (equipamento ou ferramenta) se adapta a controle de corrente. 